# Sato Daiki
Daiki Sato (sinh ngày 7 tháng 9 năm 1988) là một cầu thủ bóng đá người Nhật Bản.

## Sự nghiệp câu lạc bộ
Daiki Sato đã từng chơi cho Thespa Kusatsu và Ohara JaSRA.